# Badminton-Afrikameisterschaft 1992
Die Badminton-Afrikameisterschaft 1992 war die sechste Auflage der Titelkämpfe im Badminton auf dem afrikanischen Kontinent. Sie fand im April 1992 auf Mauritius statt.

## Austragungsort
- Port Louis

## Medaillengewinner
| Disziplin    | Gold                             | Silber                           | Bronze                        |
| ------------ | -------------------------------- | -------------------------------- | ----------------------------- |
| Herreneinzel | Édouard Clarisse                 | Anton Kriel                      | Nico Meerholz                 |
| Herreneinzel | Édouard Clarisse                 | Anton Kriel                      | Alan Phillips                 |
| Dameneinzel  | Lina Fourie                      | Augusta Phillips                 | Martine de Souza              |
| Dameneinzel  | Lina Fourie                      | Augusta Phillips                 | Vanessa van der Walt          |
| Herrendoppel | Anton Kriel Nico Meerholz        | Gilles Allet Édouard Clarisse    | Mohamed Juma Mselem Juma      |
| Herrendoppel | Anton Kriel Nico Meerholz        | Gilles Allet Édouard Clarisse    | Roy Dempsey Eddie Ward        |
| Damendoppel  | Augusta Phillips Tracey Thompson | Vanessa van der Walt Lina Fourie | Gudrun Murray Ella Scholtz    |
| Damendoppel  | Augusta Phillips Tracey Thompson | Vanessa van der Walt Lina Fourie | Bianca Kustner Heidi Spinas   |
| Mixed        | Anton Kriel Lina Fourie          | Alan Phillips Augusta Phillips   | Mohamed Juma Nasra Juma       |
| Mixed        | Anton Kriel Lina Fourie          | Alan Phillips Augusta Phillips   | Nico Meerholz Tracey Thompson |
| Teams        | Südafrika                        | Nigeria                          | Tansania                      |
| Teams        | Südafrika                        | Nigeria                          | Mauritius                     |

## Herreneinzel
- Stenio Poisson –  Brian Camille: 15-5 / 15-6
- Eddie Ward –  Shahnawaz Kayumali: 15-1 / 15-3
- Nico Meerholz –  Beelall Bhurtun: 2-2 / 1-0
- Mohamed Juma –  Jean Aime Mota Ravalison: 6-15 / 15-6 / 15-13
- Ajit Verma –  Naina Rakotomalala: 15-8 / 15-4
- Kailas Rathod –  Guilmer William: 15-9 / 5-15 / 18-17
- Reaz Vawda –  Erskine Du Toit: 15-5 / 12-15 / 15-11
- Mselem Juma –  Simon Kihara: 15-4 / 10-15 / 15-4
- Stephan Beeharry –  Roy Dempsey: 15-3 / 15-2
- Anton Kriel –  Stenio Poisson: 15-1 / 15-2
- Eddie Ward –  Charles Gacheru: 15-3 / 15-10
- Nico Meerholz –  Mubanga Kaite: 15-4 / 15-12
- Mohamed Juma –  Jean-Paul Camille: 15-9 / 15-6
- Ajit Verma –  Kailas Rathod: 15-13 / 15-3
- Édouard Clarisse –  Reaz Vawda: 15-0 / 15-1
- Mselem Juma –  Cyril Marie: 15-1 / 15-6
- Alan Phillips –  Stephan Beeharry: 15-3 / 15-8
- Anton Kriel –  Eddie Ward: 15-0 / 15-5
- Nico Meerholz –  Mohamed Juma: 15-5 / 15-6
- Édouard Clarisse –  Ajit Verma: 15-3 / 15-6
- Alan Phillips –  Mselem Juma: 15-10 / 15-2
- Anton Kriel –  Nico Meerholz: 15-13 / 15-8
- Édouard Clarisse –  Alan Phillips: 15-10 / 15-12
- Édouard Clarisse –  Anton Kriel: 11-15 / 15-7 / 15-10

## Dameneinzel
- Heidi Spinas –  Sandra Moses: 11-2 / 11-2
- Voahangy Rasolomanana –  Marina Pillay: 11-1 / 11-3
- Tracey Thompson –  Tania Aboobakar: 11-3 / 11-0
- Bianca Kustner –  Lolly Hensman: 11-0 / 11-8
- Vandanah Seesurun –  Sharifa Juma: 11-5 / 11-3
- S. Goorye –  Elizabeth Banane: w.o.
- Lina Fourie –  Marie Joseph Jean Pierre: 11-1 / 11-0
- Heidi Spinas –  Nasra Juma: 11-4 / 11-8
- Martine Hennequin –  Voahangy Rasolomanana: 11-1 / 11-1
- Tracey Thompson –  Gudrun Murray: 11-0 / 11-1
- Bianca Kustner –  Zaria Aboobakar: 11-1 / 11-1
- Vanessa Van Der Walt –  Vandanah Seesurun: 11-7 / 12-9
- S. Goorye –  Helina Razafindrazaka: 11-4 / 11-9
- Augusta Phillips –  Ella Scholtz: 11-0 / 11-1
- Lina Fourie –  Heidi Spinas: 11-2 / 11-1
- Martine Hennequin –  Tracey Thompson: 11-4 / 11-6
- Vanessa van der Walt –  Bianca Kustner: 11-3 / 11-9
- Augusta Phillips –  S. Goorye: 11-4 / 11-0
- Lina Fourie –  Martine Hennequin: 11-1 / 11-4
- Augusta Phillips –  Vanessa Van Der Walt: 11-5 / 11-2
- Lina Fourie –  Augusta Phillips: 11-7 / 11-4

## Herrendoppel
- Stephan Beeharry /  Reaz Vawda –  Shahnawaz Kayumali /  S. D. Mohamed Ali: 15-3 / 15-5
- Roy Dempsey /  Eddie Ward –  Charles Gacheru /  Simon Kihara: 15-5 / 15-8
- Kailas Rathod /  Mukesh Shah –  R. Du Toit /  Gary Spinas: 15-3 / 15-7
- Mohamed Juma /  Mselem Juma –  Beelall Bhurtun /  Jean-Michel Duverge: w.o.
- James Moon Lin Lan /  Stenio Poisson –  Brian Camille /  Guilmer William: 15-0 / 15-9
- Anton Kriel /  Nico Meerholz –  Stephan Beeharry /  Reaz Vawda: 15-1 / 15-1
- Mohamed Juma /  Mselem Juma –  Naina Rakotomalala /  Jean Aime Mota Ravalison: 15-10 / 7-15 / 15-5
- Roy Dempsey /  Eddie Ward –  James Moon Lin Lan /  Stenio Poisson: 15-17 / 15-8 / 15-4
- Gilles Allet /  Édouard Clarisse –  Kailas Rathod /  Mukesh Shah: 15-9 / 15-3
- Anton Kriel /  Nico Meerholz –  Mohamed Juma /  Mselem Juma: 15-4 / 15-5
- Gilles Allet /  Édouard Clarisse –  Roy Dempsey /  Eddie Ward: 15-7 / 15-4
- Anton Kriel /  Nico Meerholz –  Gilles Allet /  Édouard Clarisse: 15-7 / 15-1

## Damendoppel
- Voahangy Rasolomanana /  Helina Razafindrazaka –  Tania Aboobakar /  Zaria Aboobakar: w.o.
- Nasra Juma /  Sharifa Juma –  S Goorye /  Marie-Josephe Jean-Pierre: w.o.
- Lolly Hensman /  Chris Hickman –  Elizabeth Banane /  Sandra Moses: w.o.
- Augusta Phillips /  Tracey Thompson –  Martine Hennequin /  Vandanah Seesurun: 15-0 / 15-3
- Gudrun Murray /  Ella Scholtz –  Voahangy Rasolomanana /  Helina Razafindrazaka: 15-2 / 15-2
- Lina Fourie /  Vanessa Van Der Walt –  Nasra Juma /  Sharifa Juma: 15-5 / 15-5
- Bianca Kustner /  Heidi Spinas –  Lolly Hensman /  Chris Hickman: 15-8 / 15-4
- Augusta Phillips /  Tracey Thompson –  Gudrun Murray /  Ella Scholtz: 15-3 / 15-0
- Lina Fourie /  Vanessa Van Der Walt –  Bianca Kustner /  Heidi Spinas: 15-4 / 15-5
- Augusta Phillips /  Tracey Thompson –  Lina Fourie /  Vanessa Van Der Walt: 2-15 / 15-9 / 15-6

## Mixed
- Ajit Verma /  Lolly Hensman –  Roy Dempsey /  Gudrun Murray: 15-7 / 15-2
- Alan Phillips /  Augusta Phillips –  Gary Spinas /  Bianca Kustner: 15-5 / 15-8
- Stephan Beeharry /  Tania Aboobakar –  Naina Rakotomalala /  Helina Razafindrazaka: 6-15 / 15-7 / 15-4
- Erskine Du Toit /  Ella Scholtz –  James Moon Lin Lan /  Marie-Josephe Jean-Pierre: 15-9 / 15-5
- Mohamed Juma /  Nasra Juma –  Brian Camille /  Elizabeth Banane: 15-7 / 15-6
- Ajit Verma /  Lolly Hensman –  Mukesh Shah /  Sharifa Juma: 15-8 / 16-18 / 15-8
- Nico Meerholz /  Tracey Thompson –  Jean Aime Mota Ravalison /  Voahangy Rasolomanana: 15-8 / 15-7
- Anton Kriel /  Lina Fourie –  Stenio Poisson /  S. Goorye: 15-2 / 15-1
- Eddie Ward /  Heidi Spinas –  Guilmer William /  Sandra Moses: 15-2 / 15-2
- Alan Phillips /  Augusta Phillips –  Stephan Beeharry /  Tania Aboobakar: 15-1 / 15-3
- Mohamed Juma /  Nasra Juma –  Erskine Du Toit /  Ella Scholtz: 15-6 / 15-1
- Nico Meerholz /  Tracey Thompson –  Ajit Verma /  Lolly Hensman: 15-6 / 15-7
- Anton Kriel /  Lina Fourie –  Eddie Ward /  Heidi Spinas: 15-6 / 15-2
- Anton Kriel /  Lina Fourie –  Nico Meerholz /  Tracey Thompson: 15-7 / 15-7
- Alan Phillips /  Augusta Phillips –  Mohamed Juma /  Nasra Juma: w.o.
- Anton Kriel /  Lina Fourie –  Alan Phillips /  Augusta Phillips: 17-14 / 17-14